# Argestina waltoni
Argestina waltoni är en fjärilsart som beskrevs av Henry John Elwes 1906. Argestina waltoni ingår i släktet Argestina och familjen praktfjärilar. Inga underarter finns listade i Catalogue of Life.